# Soedanese mus
De Soedanese mus (Passer cordofanicus) is een zangvogel uit de familie van mussen (Passeridae).

## Verspreiding en leefgebied
Deze soort komt voor in oostelijk Tsjaad en westelijk centraal Soedan.